# Adora
Adora (hebr.: אדורה) – wieś położona w samorządzie regionu Har Chewron, w Dystrykcie Judei i Samarii, w Izraelu.
Leży w górach Judzkich, w południowej części Judei, w otoczeniu terytoriów Autonomii Palestyńskiej.

## Historia
Osadę założono w 1982 jako wojskowy punkt obserwacyjny, w którym w 1984 osiedlili się cywilni żydowscy osadnicy.
W dniu 27.04.2002 trzech Palestyńczyków przebranych w mundury izraelskiej armii zaatakowało mieszkańców wsi. W wyniku ataku zginęło czterech mieszkańców, w tym 5-letnia dziewczynka, natomiast rannych zostało siedem osób. Jeden z napastników został później zabity przez Siły Obronne Izraela.

## Komunikacja
Przy wiosce przebiega droga ekspresowa nr 35  (Aszkelon-Hebron).